# Harald Andersson-Arbin
Gustav Harald Andersson-Arbin, ursprungligen Andersson, född 4 augusti 1867 i Göteborg, död 31 juli 1944 i Göteborg, var en svensk idrottsman som tävlade i friidrott (sprint, häcklöpning, längdhopp, spjutkastning), simhopp, rodd och fotboll. Född Andersson bytte han senare efternamn till Arbin.
Arbin tävlade för IS Lyckans Soldater i friidrott och för S 02 i simhopp. Efter idrottskarriären arbetade han bland annat som köpman i Göteborg.
Harald Arbin är begravd på Östra kyrkogården i Göteborg.

## Karriär

### 100 meter
Arbin satte 1890 (eller 18 augusti 1892) det första noterade (om än inofficiella) svenska rekordet i löpning 100 meter, med tiden 11,0 s.
Den 9 augusti 1896 vann han det första svenska mästerskapet i grenen på tiden 10,8 s. Detta innebar också att han förbättrade sitt svenska rekord, som han sedan fick behålla tills Knut Lindberg slog det 1906. 
Enligt vissa rekordlistor utgjorde Arbins resultat (10,8 s) 1896 dessutom en tangering av det inofficiella världsrekordet som bland annat hölls av Luther Cary, USA, samt även europarekordet som hölls av britten Cecil Lee. Senare tangerades detta världs- och europarekord även av svenskarna Isaac Westergren (två gånger, år 1898 och 1899), Carl Ljung (år 1900), Eric Frick (år 1903) och Knut Lindberg (år 1906). Rekorden slogs år 1906 av Knut Lindberg.

### 200 meter
Den 19 augusti 1892 satte Harald Andersson-Arbin det första noterade inofficiella svenska rekordet på 200 meter i Göteborg, med tiden 26,4 s. Han behöll det till 1905 då Herman Lindqvist förbättrade det till 23,3 s.

### 110 meter häck
Arbin vann vid SM 1896 även 110 meter häck (med 19,0).

### Längdhopp
Den 8 augusti 1896 vann Arbin vid de första SM-tävlingarna guldmedalj med ett hopp på 6,03 m. Enligt vissa källor utgjorde detta det första kända inofficiella svenska rekordet i grenen. Andra källor anger Henrik Sjöberg som första rekordhållare med resultatet 6,09 m från år 1892. Alla källor är dock överens om att detta första rekord år 1898 förbättrades av Gustaf Rundberg 6,17 m.

### Diskus
Den 18 september 1892 i Göteborg kastade Arbin 26,20 m i diskus vilket var en förbättring av det inofficiella världsrekordet. Tidigare världsrekordhållare var Charles Hayden Kip, USA (24,99 m), och Arbin behöll rekordet till 6 oktober 1895 då Erik Eriksson förbättrade det till 35,74 m.

### Spjut
Den 10 september 1894 kastade Arbin 42,95 m i spjut (bästa hand). Detta innebar att han slog Axel Lindblads världs- och europarekord (42,82 m) från tidigare samma år. Arbin behöll rekorden till året därpå då finländaren Valter Norén förbättrade dem till 45,50. Resultatet betydde också att han satte svenskt rekord, vilket sedan slogs av August Bergman 1897.
Vid SM 1896 vann Harald Arbin i spjutkastning (sammanlagt) med 61,90. 1897 vann han SM i spjutkastning (sammanlagt) med 67,05.

### Simhopp
1902 blev han svensk mästare i varierande hopp. Han deltog även i OS 1908 i London i raka hopp, där han tog sig till semifinal samt i OS 1912 i Stockholm där han kom sexa.

## Rekord

### Världsrekord (inofficiella)
- 100 m: 10,8 s (Helsingborg,  9 augusti 1896), tangering[12]
- Diskuskastning: 26,20 m (Göteborg,  18 september 1892)[20]
- Spjutkastning: 42,95 m (Göteborg,  10 september 1894)[21]

### Europarekord (inofficiella)
- 100 m: 10,8 s (Helsingborg,  9 augusti 1896), tangering[13]
- Spjutkastning: 42,95 m (Göteborg,  10 september 1894)[22]

### Svenska rekord (inofficiella)
- 100 m: 11,0 s (1890[8][9] alternativt i Göteborg,  18 augusti[10] 1892[11])
- 200 m: 26,4 s (Göteborg, 19 augusti 1892)[10][14]
- Spjutkastning: 42,95 m (Göteborg, 10 september 1894)[10][23]
- Längdhopp: 6,03 m (Helsingborg, 8 augusti 1896)[17]
- 100 m: 10,8 s (Helsingborg, 9 augusti 1896)[8][10]

### Personliga rekord
- 100 m: 10,8 s (Helsingborg,  9 augusti 1896)[24][25]
- 200 m: 24,0 s (Kristiania Norge,  4 september 1892)[25]
- Diskuskastning: 28,40 m (Göteborg,  9 september 1894)[25]
- Spjutkastning: 42,95 m (Göteborg,  10 september 1894)[25]